# Blastothrix turanica
Blastothrix turanica är en stekelart som beskrevs av Sugonjaev 1964. Blastothrix turanica ingår i släktet Blastothrix och familjen sköldlussteklar. Inga underarter finns listade.